# Protoma

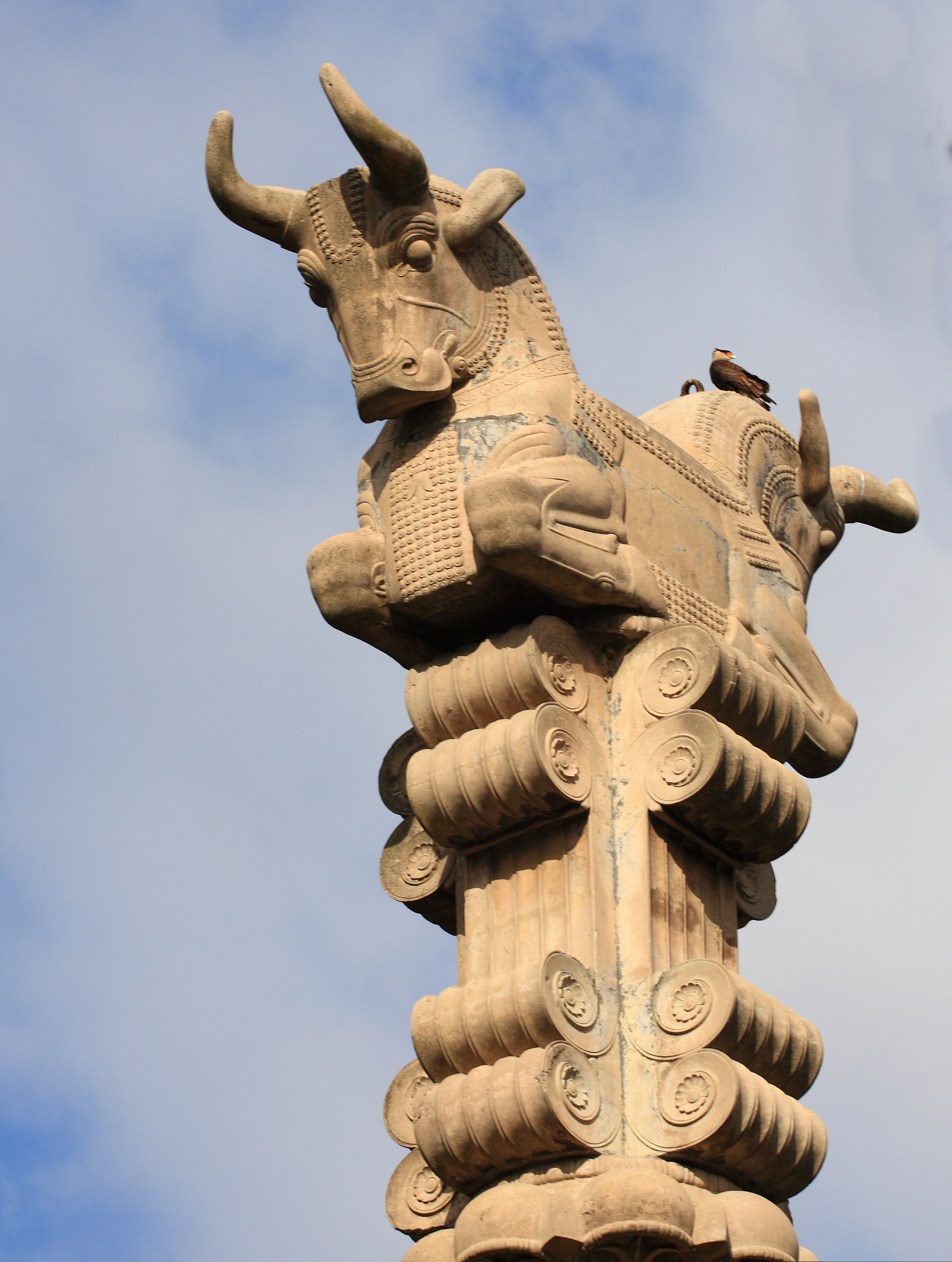
Głowica kolumny z Persepolis w formie podwójnej protomy

Protoma (gr. προτομή) – ozdoba w formie głowy lub popiersia zwierzęcego (niekiedy fantastycznego) bądź (rzadziej) ludzkiego. Stosowana od ok. VII wieku p.n.e. do VI w. p.n.e. w sztuce Scytów, ludów Azji Mniejszej, Mezopotamii, Grecji, Etrurii i Rzymu. 
W architekturze starożytnej Persji występują głowice kolumn w kształcie protom.